# Police (marca)
Police es una empresa italiana de accesorios de moda. Fundada en 1983, la compañía en sus inicios estaba especializada en el diseño de gafas de sol.
En 1997 lanza al mercado su primera línea de perfumes y en 2003 su primera colección de relojes. En 2008 presenta su primera colección de moda.
A lo largo de su historia, la marca ha sido anunciada por numerosas celebridades como Paulo Maldini, Bruce Willis, George Clooney, James O'Sullivan, David Beckham y Antonio Banderas entre otros.